# Park Narodowy Dżabal Isa
Park Narodowy Dżabal Isa (arab. جبل عيسى, fr. Parc National de Djebel Aissa) – park narodowy w północno-zachodniej Algierii.

## Opis
Założony w 2003 roku park znajduje się w prowincji An-Na’ama w północno-zachodniej Algierii, obejmuje 
ochroną górskie tereny zbudowanego z piaskowca pasma Atlasu Saharyjskiego – Dżibal al-Kusur (fr. Monts des Ksour) o wysokości ponad 2200 m n.p.m. (Dżabal Isa – 2236 m n.p.m.). Obszar ten ma szczególne znaczenie dla ochrony ekosystemu Wyżyny Szottów (fr. Hauts Plateaux), stepowej wyżyny śródgórskiej w paśmie Atlasu.
Habitat wielu gatunków flory i fauny stepowej i górskiej. Występują tu m.in. trawa halfa, artemisia herba-alba, głożyna, jałowiec fenicki, dąb ostrolistny i sosna alepska. Spotkać można tu m.in. jeżozwierza, owcę grzywiastą i gazelę dorkas.